# Labidus coecus
Labidus coecus (лат.) — вид подземных кочевых муравьёв рода Labidus из подсемейства Dorylinae. Ранее род рассматривался в составе ныне не выделяемого подсемейства Ecitoninae.

## Распространение
Новый Свет (Америка). Один из самых широко распространённых видов кочевых муравьёв, встречающийся от уровня моря до высокогорий (3000 м в Коста-Рике)
и от южных штатов США на севере ареала до Аргентины и Парагвая на юге.

## Описание
Ведут полуподземный кочевой образ жизни, иногда на значительной глубине (известны два случая, когда строители колодцев находили их на глубине несколько метров).
Скапус короткий (длина равна его пятикратной апикальной ширине), он вдвое короче длины головы крупных рабочих. Стебелёк между грудкой и брюшком состоит из двух члеников. Узелки петиоля и постпетиоля примерно равной длины. Петиоль с антеровентральным зубцом. Окраска от красноватой до тёмно-коричневой. Наружные покровы тела гладкие и блестящие. Базальная поверхность проподеума длиннее своей ширины. Проподеум рабочих без зубцов или выступов. Каста солдат без серповидных челюстей. Передний край наличника у самцов вогнутый посередине.
Могут поедать кладки (яйца и детёнышей) в земляных гнёздах трёх видов щитоногих черепах (род Podocnemis) в Амазонии на северо-востоке Перу.

## Генетика
Геном вида Labidus coecus: 0,37 пг (C value)